# Seekreide

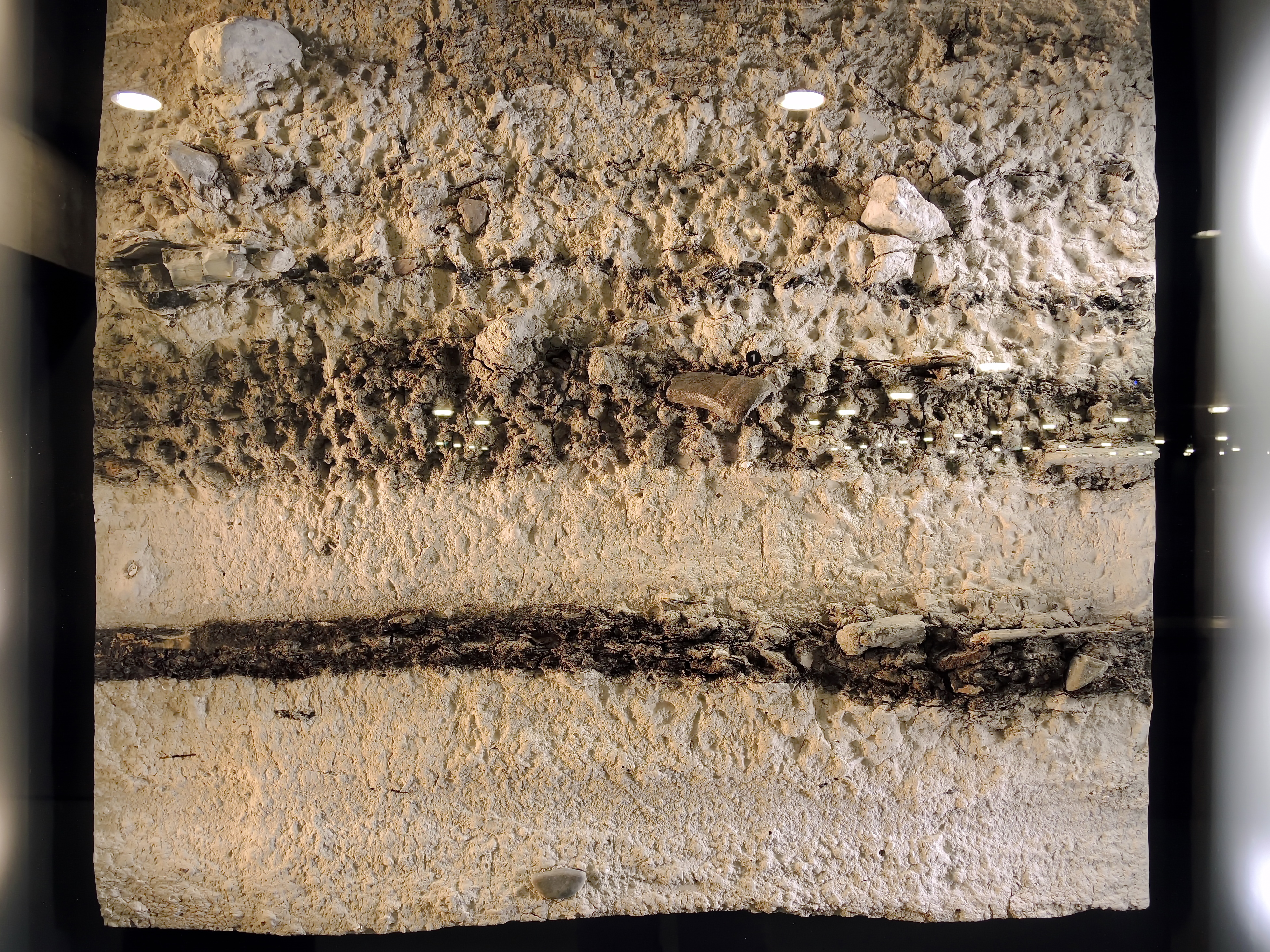
Wechsellagerung aus Seekreideablagerungen (hell) und Kulturschichten (dunkel) in der Baugrube Parkhaus Opera in Zürich

Seekreide (auch Seekalk, Alm, Wiesenkalk, Wiesenmergel) ist ein dem Kreidemergel sehr ähnliches limnisches Sediment, welches sich mit bis zu neun Metern Mächtigkeit am Grund kalkhaltiger Seen, teils unterhalb von Schlamm-, Torf- und Sandablagerungen, findet. Der Kalkgehalt von Seekreide liegt bei >95 %. Aus diesem Grund kann Seekreide auch nicht mehr den Mudden zugeordnet werden, da diese durch einen organischen Anteil von >5 % definiert sind.

## Entstehung
Die Entstehung geht vor allem auf biogene Entkalkung zurück, im Speziellen auch durch Kalkalgen (vergleiche beispielsweise: Armleuchteralgen), die aus kalkreichem Wasser Calciumcarbonat (CaCO3) ausfällen, das sich am Seeboden absetzt. Außerdem kann es auch ohne solche biogenen Prozesse zu größeren Kalkausfällungen kommen, wenn das chemische Gleichgewicht beim Eintritt von kalkreichem Grundwasser in das Gewässer verschoben wird (siehe dazu Wasserhärte#Kalk-Kohlensäure-Gleichgewicht). An der Zusammensetzung haben auch Schalenfragmente von Conchylien einen Anteil. Eine durch solche Schalenreste grobkörnige Seekreide wird im Bereich des Bodensees als Schnegglisand bezeichnet. Verlandungsmoore gründen häufiger auf Seekreide, was auf die Existenz eines offenen Gewässers vor der Moorbildung hinweist. Als Tiefseekreide wird der Absatz auf dem Grund der Weltmeere bezeichnet, der petrographisch den Mergeln beizuzählen ist.

## Eigenschaften
Geotechnisch ist Seekreide äußerst problematisch, da die Standfestigkeit bzw. Tragfähigkeit, bedingt durch den hohen Wassergehalt, sehr gering ist und dadurch als Rutschhorizont auftritt. Sofern auf solchen instabilen Schichten gebaut wird, kann der Untergrund seine Festigkeit verlieren. Beispiel einer Katastrophe, die auf die geotechnischen Eigenschaften der Seekreide zurückzuführen ist, ist die sogenannte „Vorstadtkatastrophe in der   Katastrophenbucht“ am 5. Juli 1887 in der Stadt Zug (Schweiz).